# 恋のフライトタイム〜12pm〜
「恋のフライトタイム〜12pm〜」（こいのフライトタイム トゥエルブ ピーエム）は、2008年5月28日にリリースされた、鈴木雅之&菊池桃子名義の2枚目のデュエット・シングル（鈴木雅之の通算32枚目のシングル）。

## 解説
鈴木雅之名義のデュエット・ベスト『Martini Duet』からの先行シングル。
「恋のフライトタイム〜12pm〜」は、1994年発表のアルバム『She・See・Sea』収録曲「第2ターミナル」のリメイク（オリジナルのデュエットは池内心）。
1996年発表のリメイク・シングル「渋谷で5時」から12年半ぶりのデュエットとなる。
TBS系テレビドラマ『再婚一直線!』の主題歌に使用された。
カップリングには、1994年発売シングル「違う、そうじゃない/渋谷で5時」収録の「渋谷で5時〜Romantic Single Version〜」を収録している。
前作「渋谷で5時」では、テレビ出演によるプロモーションがほとんどなされなかったが、本作ではいくつかの番組に出演している。
アニメーションと合成されたPVも制作された。出てくる航空会社は鈴木雅之の愛称を捩った架空の航空会社「Martin Air」であるが、実在するマーティンエアーとは無関係である。

## 収録曲
| 全作詞: 朝水彼方、全作曲: 鈴木雅之、全編曲: 有賀啓雄。 |                                                                           |          |            |      |
| #                                                      | タイトル                                                                  | 作詞     | 作曲・編曲 | 時間 |
| 1.                                                     | 「恋のフライトタイム〜12pm〜」(TBS系ドラマ 愛の劇場「再婚一直線!」主題歌) | 朝水彼方 | 鈴木雅之   | 5:26 |
| 2.                                                     | 「渋谷で5時 (Romantic Single Version)」                                   | 朝水彼方 | 鈴木雅之   | 4:20 |
| 3.                                                     | 「恋のフライトタイム〜12pm〜 カラオケ For Female」                        | 朝水彼方 | 鈴木雅之   | 5:24 |
| 4.                                                     | 「恋のフライトタイム〜12pm〜 カラオケ For Male」                          | 朝水彼方 | 鈴木雅之   | 5:25 |
| 5.                                                     | 「渋谷で5時 (Romantic Single Version) カラオケ For Female」               | 朝水彼方 | 鈴木雅之   | 4:19 |
| 6.                                                     | 「渋谷で5時 (Romantic Single Version) カラオケ For Male」                 | 朝水彼方 | 鈴木雅之   | 4:19 |
| 合計時間:                                              | 合計時間:                                                                 | 29:13    |            |      |